# Daesin-dong, Gimcheon
Daesin-dong (koreanska: 대신동)  är en stadsdel i staden Gimcheon i provinsen Norra Gyeongsang i den centrala delen av Sydkorea, 190 km sydost om huvudstaden Seoul.